# 拉沙佩勒隆格维尔
拉沙佩勒隆格维尔（法語：La Chapelle-Longueville，法語發音：[la ʃapɛl lɔ̃ɡvil]）是法国厄尔省的一个市镇，位于该省东部，属于埃夫勒区。

## 历史
拉沙佩勒隆格维尔成立于2017年1月1日，由以下3个市镇合并而成：
- 拉沙佩勒-雷昂维尔（La Chapelle-Réanville）
- 圣瑞斯特（法語：Saint-Just）
- 圣皮埃尔多蒂勒（Saint-Pierre-d'Autils）

其中为圣瑞斯特政府驻地。

## 地理
拉沙佩勒隆格维尔（49°6'29"N, 1°26'31"E）面积19.6 平方千米，位于法国诺曼底大区厄尔省，该省份为法国北部内陆省份，北起滨海塞纳省，西接奧恩省和卡爾瓦多斯省，南至厄尔-卢瓦省，东临瓦兹省、瓦兹河谷省和伊夫林省。
与拉沙佩勒隆格维尔接壤的市镇（或旧市镇、城区）包括：圣皮埃尔拉加雷讷、利勒圣母村、普雷萨尼洛格约、圣马塞尔、乌尔贝克科什雷勒、梅尔塞、韦尔农附近圣科隆布、维莱苏巴约勒、圣皮埃尔德巴约勒、圣艾蒂安苏巴约勒。
拉沙佩勒隆格维尔的时区为UTC+01:00、UTC+02:00（夏令时）。

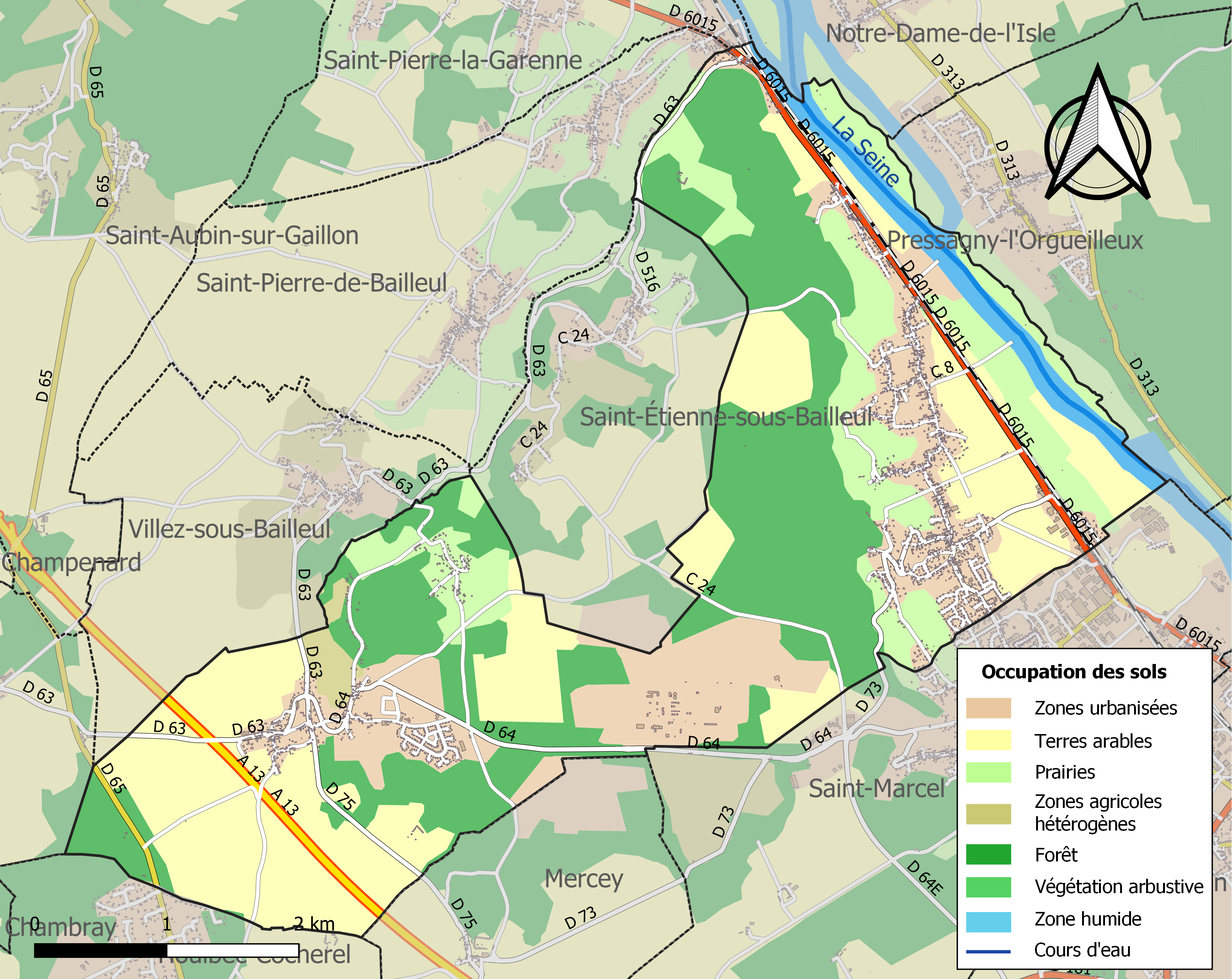
拉沙佩勒隆格维尔的OSM定位图

## 行政
拉沙佩勒隆格维尔的邮政编码为27950，INSEE市镇编码为27554。

## 政治
拉沙佩勒隆格维尔所属的省级选区为厄尔河畔帕西县。

## 人口
拉沙佩勒隆格维尔于2022年1月1日时的人口数量为3283人。